# Tournée de l'équipe de France de rugby à XV en 1974
La tournée de l'équipe de France de rugby à XV de 1974 se déroule au Brésil et en Argentine en juin 1974.
Les Français jouent huit matchs. Ils disputent deux test matchs contre l'Argentine, ainsi qu'un match amical contre le Brésil.
L'équipe de France remporte les deux test matchs contre l'Argentine. Au total, elle remporte tous les matchs de la tournée.

## Composition de l'équipe de France
| Entraîneur | Entraîneur       | Jean Desclaux, Henri Fourès                                                            |
| Avants     | Pilier           | Pierre Dospital, Jean Iraçabal, Armand Vaquerin                                        |
| Avants     | Talonneur        | Alain Paco, Jean-Louis Ugartemendia                                                    |
| Avants     | Deuxième ligne   | Jean-Pierre Bastiat, Alain Estève, Jean-Claude Rossignol                               |
| Avants     | Troisième ligne  | Victor Boffelli, Christian Paul, Serge Lassoujade, Olivier Saïsset, Jean-Claude Skrela |
| Arrières   | Demi de mêlée    | Max Barrau, Jacques Fouroux                                                            |
| Arrières   | Demi d'ouverture | Henri Cabrol, Jean-Pierre Romeu                                                        |
| Arrières   | Centre           | Roland Bertranne, Claude Dourthe, Jean-Martin Etchenique, Jean-Pierre Lux              |
| Arrières   | Ailier           | Joël Pécune, Laurent Desnoyer, Jean-François Gourdon                                   |
| Arrières   | Arrière          | Jean-Michel Aguirre, Michel Droitecourt                                                |

## Résultats
Lors des tournées, seuls les matchs disputés contre une équipe nationale sont officiellement enregistrés en tant que test match, et joués à ce titre par l'équipe de France. Les autres rencontres, et exceptionnellement dans ce cas celle contre l'équipe nationale du Brésil, sont quant à elles jouées par la sélection « France XV » ; bien que les joueurs soient les mêmes que ceux de l'équipe de France, aucune cape internationale n'est décernée pour les joueurs français y participant.
| Date          | Lieu                                                | Hôte                           | Score   | Équipe en tournée |
| ------------- | --------------------------------------------------- | ------------------------------ | ------- | ----------------- |
| 1er juin 1974 | Athletic Club, São Paulo                            | Brésil                         | 7 - 99  | France XV         |
| 8 juin 1974   | Estadio Arquitecto Ricardo Etcheverri, Buenos Aires | San Isidro Club                | 10 - 34 | France XV         |
| 12 juin 1974  | Mendoza Rugby Club, Mendoza                         | Unión de Rugby de Cuyo (es)    | 4 - 59  | France XV         |
| 16 juin 1974  | Estadio Arquitecto Ricardo Etcheverri, Buenos Aires | Unión de Rugby de Buenos Aires | 9 - 31  | France XV         |
| 20 juin 1974  | Estadio Arquitecto Ricardo Etcheverri, Buenos Aires | Argentine                      | 15 - 20 | France            |
| 23 juin 1974  | Estadio Arquitecto Ricardo Etcheverri, Buenos Aires | Unión de Rugby de Rosario (es) | 10 - 21 | France XV         |
| 26 juin 1974  | Tucumán Lawn Tennis Club, San Miguel de Tucumán     | Interior                       | 12 - 61 | France XV         |
| 29 juin 1974  | Estadio Arquitecto Ricardo Etcheverri, Buenos Aires | Argentine                      | 27 - 31 | France            |